# Ribeira (kommun), Brasilien
Ribeira är en kommun i Brasilien.   Den ligger i delstaten São Paulo, i den södra delen av landet, 1 000 km söder om huvudstaden Brasília. Antalet invånare är 3 358.
Följande samhällen finns i Ribeira:
- Ribeira

I omgivningarna runt Ribeira växer i huvudsak städsegrön lövskog. Runt Ribeira är det glesbefolkat, med 9 invånare per kvadratkilometer.